# Formigueret dorsi-rogenc
El formigueret dorsi-rogenc (Formicivora rufa) és una espècie d'ocell de la família dels tamnofílids (Thamnophilidae).

## Hàbitat i distribució
Habita les sabanes i zones arbustives àrides en zones obertes de les terres baixes de Surinam, Amazònia i Brasil central, est de Perú, nord i est de Bolívia i Paraguai.